# Северный (городской округ город Дзержинск)
Се́верный — посёлок в составе городского округа «город Дзержинск».

## География
Посёлок располагается в 13 км к северо-востоку от Дзержинска и в 24 км к западу от Нижнего Новгорода. Через населённый пункт проходит федеральная автомобильная дорога М7 «Волга».

### Часовой пояс
Северный находится в часовой зоне МСК (московское время). Смещение применяемого времени относительно UTC составляет +3:00.

## Инфраструктура
Почтовое отделение 606000 обслуживающее посёлок находится в Дзержинске.

### Транспорт
Транспортную связь посёлка с близлежащими городами — Дзержинском и Нижним Новгородом осуществляет автобус №201 и Т-401.

## Культовые сооружения
14 сентября 2020 состоялась закладка первого камня на месте строительства мечети преимущественно для путников-мусульман. 20 августа 2021 года состоялось открытие мечети, приуроченное к празднованию 1100-летия принятия ислама народами Волжской Булгарии. На церемонии присутствовали представители татарской национально-культурной автономии и узбекской диаспоры.

## Население
| 2002 | 2010 |
| ---- | ---- |
| 92   | ↗111 |